# Monumentul funerar al profesorului D. E. Șimașeevschi (Orhei)
Monumentul funerar al profesorului D. E. Șimașeevschi este un monument amplasat în Orhei, Republica Moldova. Este un monument istoric și de artă de importanță națională inclus în Registrul monumentelor Republicii Moldova ocrotite de stat cu nr. 993 (raionul Orhei).